# Димитър Подвързачов
Димитър Димитров Подвързачов е български поет символист, преводач, сатирик, драматург, журналист, редактор, издател и фейлетонист.

## Биография
Роден е през 1881 г. в Стара Загора в семейството на пощенски чиновник, но остава без баща още преди раждането си. Учи първоначално в родния си град, а после в Хасковската гимназия, която обаче не завършва поради липса на средства.
Постъпва като чиновник в Окръжната училищна инспекция в Стара Загора (до 1903 г.) и в Шумен (1903 – 1907), става секретар на Трета мъжка гимназия в София (1907 – 1911). Редактира през 1909 – 1910 г. хумористичното списание „Оса“, през 1911 – 1912 г. заедно с Александър Божинов редактират литературно-художественото хумористично списание „Смях“, а през 1914 г. редактира списание „Звено“, в което сътрудничат редица български символисти. За списанието сътрудничат редица писатели-модернисти и реалисти: Николай Лилиев, Димчо Дебелянов, Теодор Траянов, Христо Ясенов, Людмил Стоянов, Николай Райнов, Йордан Йовков, Константин Константинов, Георги Райчев, Никола Янев; журналисти: братята Д. и Ст. Стойчеви, Коста Кнауер и др.
Участник е в Балканската война (1912 – 1913), а през Първата световна война (1915 – 1918) е един от литературните редактори на сп. „Отечество“ и на в. „Военни известия“. След войната става литературен редактор в книгоиздателството на Ал. Паскалев (1918 – 1920) и драматург на Народния театър в София (октомври-декември 1920).
В периода 1919 – 1934 г. е журналист и коректор във вестниците: „Зора“, „Епоха“, „Час“, „Знаме“, „Демократически сговор“, „Македония“ и др. През 1934 – 1936 г., заедно с Елин Пелин и Йордан Сливополски, е редактор на детското вестниче „Пътека“. През 1936 – 1937 г. е литературен редактор на в. „Днес“.
Погребан е в парцел 35 на Централни софийски гробища.

## Творчество
Димитър Подвързачов за първи път печата свои стихове през 1898 г. в сп. „Смях и сълзи“. Активен сътрудник е на почти всички български хумористични издания и на списанията: „Мисъл“, „Българска сбирка“, „Из нов път“, „Съвременник“, „Листопад“ и др. През 1909 – 1910 г. е редактор на списание „Оса“.
През 1932 г. под псевдонима „Хамлет принц Датски“ издава книгата „Как дяволът чете Евангелието. Хумористични драски, мисли и парадокси, фейлетони“. Написва редица произведения за деца, сред които: „Приключенията на Крачун и Малчо в София“ (кн. 1 – 2, 1933 – 1934), поемата „Война в джунглите“ (1934).
Съставя и редактира заедно с Димчо Дебелянов „Българска антология. Нашата поезия от Вазова насам. С портретите на авторите“ (1910). А заедно с Димитър Бабев е редактор на сборника „Театър и вечеринки“ (1910).
Прави редица преводи, предимно на руските класици, между които в стихове: „От ума си тегли“ от Александър Грибоедов, „Маскарад“ на Михаил Лермонтов, а от прозата – „Братя Карамазови“ на Достоевски и „Мъртви души“ на Гогол. Автор на „Хумористични, драски, фейлетони и парадокси“ (1933) и на книгите за деца „Крачун и Малчо“ (1932 – 1933) и „Война в джунглата“ (1934).
Използва през годините различни псевдоними: Забравен талант, Хамлет принц Датски, Некий Нагел, Гений №3, Деметриус П., Стар воин, Нестроевая сволоч, Extravag, Станьо Познавача, А.А., Д.Г., Н.Н. и др.